# Массовое убийство в городе Эль-Пасо
Массовое убийство в Эль-Пасо — массовое убийство, произошедшее утром 3 августа 2019 года, примерно в 10:40 по местному времени в торговом центре Walmart в городе Эль-Пасо (штат Техас, США). В ходе инцидента 23 человека было убито и по меньшей мере 26 получили ранения, трое из которых позже скончались, что делает этот инцидент одним из крупнейших массовых убийств в 2019 году и одним из самых массовых расстрелов в истории штата Техас после стрельбы в Сазерленд-Спрингс.

## Стрельба
Инцидент произошёл в торговом центре Walmart, неподалёку от ещё одного торгового центра Cielo Vista, на восточной стороне города Эль-Пасо.
В 10:40 по местному времени в здание вошёл мужчина, вооружённый полуавтоматической винтовкой WASR-10, и открыл огонь по покупателям и сотрудникам учреждения. В это время в торговом центре находилось около 3 000 покупателей и 300 сотрудников. Большинство из находившихся в здании в первые секунды инцидента предположили, что источником звуков, похожих на выстрелы, может быть фейерверк, после чего некоторые пошли в сторону источника шума. Лишь после того, как очевидцы из числа покупателей и сотрудников распространили весть о стрельбе, в здании началась паника и давка.
Диспетчерам стали поступать звонки по номеру 911 через минуту после первых выстрелов, сообщалось, что преступник белый и действует в одиночку. Полиция прибыла к торговому центру через 6 минут, после чего здание и прилегающий к нему квартал были оцеплены сотрудниками правоохранительных органов из разных учреждений. Вскоре был задержан стрелявший. Во время его задержания он не оказал сопротивления.

## Жертвы
В результате стрельбы непосредственно погибли 20 человек и было ранено 26 человек. Часть пострадавших была доставлена в университетский медицинский центр Эль-Пасо, ещё 11 человек в другие медицинские учреждения. Среди пострадавших оказались 2 детей в возрасте 2 и 9 лет, состояние которых впоследствии стабилизировалось. Большая часть раненых и убитых были в возрасте от 32 до 85 лет.. Среди убитых и раненых оказались 9 граждан Мексики. 5 августа число жертв увеличилось до 22, после того как 2 человек из числа получивших тяжёлые ранения скончались.

## Стрелок
Полиция задержала подозреваемого в совершении преступления с винтовкой на улице возле здания и вскоре установила его личность. Им оказался 21-летний житель города Аллен (округ Коллин), находящегося в 650 милях от Эль-Пасо, по имени Патрик Вуд Крузиус (Patrick Wood Crusius) родившийся 27 июля 1998 года. Он был студентом колледжа «Collin College», расположенного в городе Мак-Кинни. Он был описан представителями правоохранительных органов как интроверт, имевший признаки социального изгоя.
В ходе предварительного расследования было установлено, что Крузиус покинул Аллен поздним вечером 2 августа и прибыл в Эль-Пасо рано утром 3 августа незадолго до совершения убийств. За несколько минут до начала стрельбы Крузиус опубликовал на имиджборде 8chan свой манифест (перевод) объёмом в 27 страниц (спустя какое-то время после случившегося аккаунты Крузиуса в соцсетях были заблокированы), на страницах которого подчеркнул, что является противником Демократической партии и социал-либерализма, выступил против увеличения числа мигрантов из Мексики и заявил, что метисация, мультикультурализм, иммиграция небелых людей и рождаемость ниже уровня воспроизводства угрожают белому населению США, что способствует «белому геноциду». Также Крузиус заявил о поддержке действий Брентона Тарранта, ответственного за исполнение террористического акта в мечети Аль-Нур и Исламском центре Линвуд в Крайстчёрче в Новой Зеландии, произошедшего в марте 2019 года. В социальных сетях Крузиус поддерживал внешнюю политику Дональда Трампа и был сторонником возведения американо-мексиканской стены на государственной границе с Мексикой.
После ареста ему были предъявлены обвинения и он стал сотрудничать со следствием. В частности, Крузиус заявил, что во время подготовки и совершения преступления не имел сообщников. Полиция подтвердила, что подозреваемый приобрёл оружие, использованное при нападении, на законных основаниях. До инцидента Патрик Крузиус никогда не привлекался к уголовной ответственности за совершение каких-либо правонарушений. Федеральные власти квалифицировали его дело как внутренний терроризм, кроме того, в Минюсте заявили, что речь идёт о преступлении на почве ненависти и о нарушении федерального закона об огнестрельном оружии; такие обвинения могут повлечь за собой высшую меру наказания — смертную казнь.

## Реакция

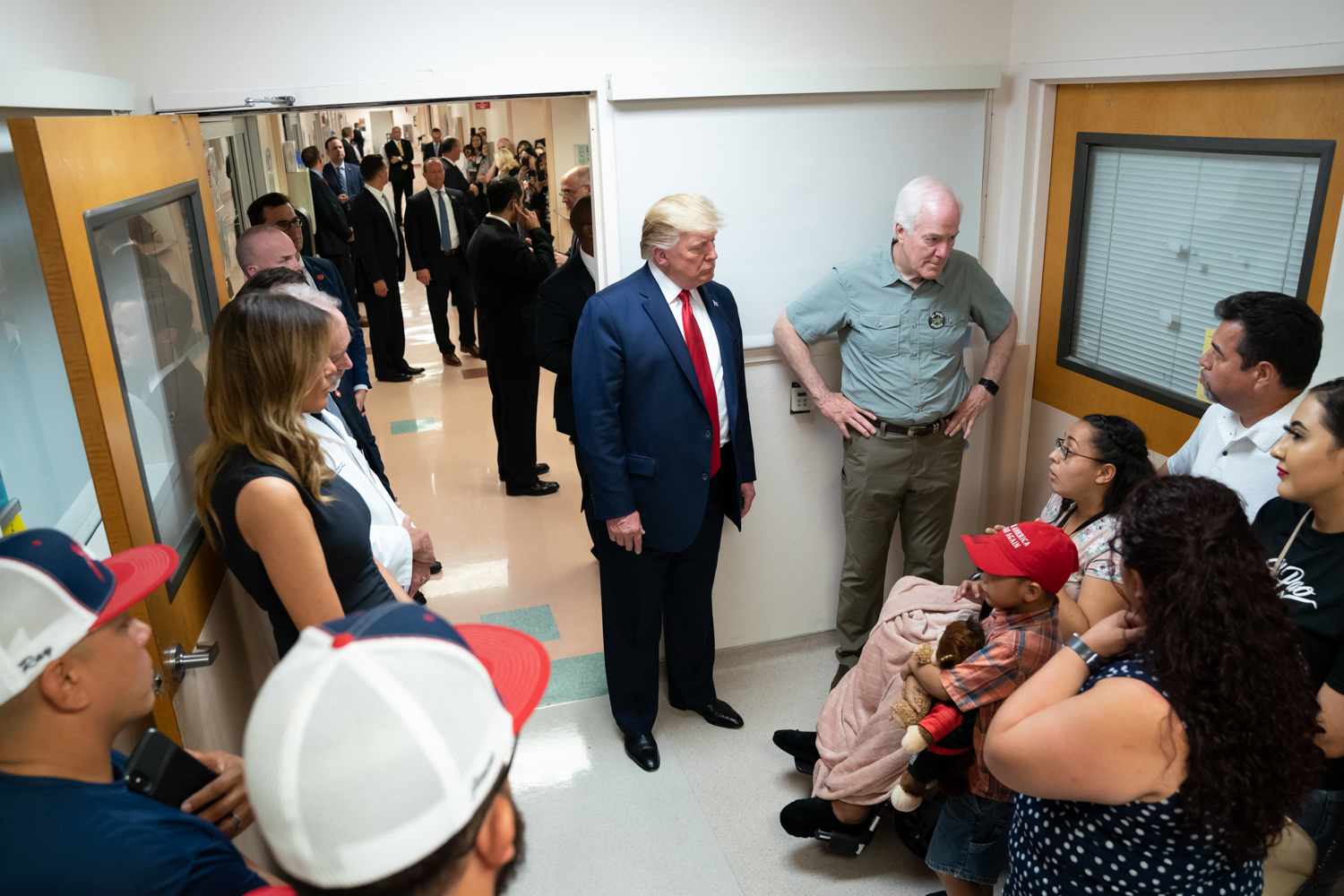
Дональд Трамп во время своего визита в Эль-Пасо общается с жителями города, родственники которых погибли или получили ранения. 7 августа 2019 года

Президент США Дональд Трамп осудил поступок Патрика Крузиуса и назвал стрельбу «актом ненависти». 7 августа Трамп посетил Эль-Пасо и Дейтон.
Президент Российской Федерации Владмимир Путин выразил соболезнования Дональду Трампу в связи со стрельбой в Техасе и Огайо. Министр иностранных дел Мексики Марсело Эбрард сделал заявление, заявив, что правительством Мексики будут приняты правовые меры для обеспечения безопасности мексиканцев и американцев мексиканского происхождения в США.
Кандидат в президенты от Демократической партии Бето О'Рурк, являющийся уроженцем Эль-Пасо, обвинил Трампа в приверженности идеологии расизма, эскалации расизма, а также в действиях по разжиганию межнациональной розни, одним из последствий которых явилось массовое убийство, учинённое Патриком Крузиусом. Другой кандидат в президенты от демократов, сенатор Кори Букер также в своём заявлении возложил всю ответственность за массовое убийство на действующего президента США, заявив что Трамп, который сделал сдерживание нелегальной иммиграции одним из ключевых моментов своего президентства, ранее неоднократно делал унизительные комментарии о мексиканских мигрантах и сам факт иммиграции охарактеризовал как «вторжение». Сенатор от штата Техас, Джон Корнин после развернувшейся полемики о выводах миграционной политики США обвинил политиков в политической целесообразности, заявив, что массовые расстрелы в городах США не должны «эксплуатироваться ради политической выгоды» на предстоящих выборах президента США в 2020 году, а должны рассматриваться как социально-негативные явления, которые требуют немедленного искоренения. Этот инцидент в очередной раз поднял волну споров об ужесточении контроля над огнестрельным оружием и усилении борьбы с преступлениями, которые совершаются с помощью оружия, с опорой на существующие законы и поправки конституции США.
Сразу после Патрик стал мемом "Chudjak", перерисованной версией своего фото профиля в Фейсбук с подписью "Запад пал, миллиарды должны умереть."

## Последующий инцидент
На следующий день после теракта, 4 августа 2019 года в местности Гибсонтон (штат Флорида) был задержан в своём доме 31-летний безработный Уэйн Ли Пэджет, ранее не привлекавшийся к уголовной ответственности, после того как он позвонил в один из магазинов местного торгового центра Walmart c угрозой повторить преступление Крузиуса. Из-за его угроз из торгового центра были спешно эвакуированы около 1 000 сотрудников и посетителей. В апартаментах Пэджета не было обнаружено оружия, и ему было инкриминировано обвинение за ложное сообщение о применении огнестрельного оружия насильственным образом. После ареста злоумышленник заявил, что на совершение неблаговидного поступка его вдохновило массовое убийство в Эль-Пасо.